# Paratimea pierantonii
Paratimea pierantonii är en svampdjursart som först beskrevs av Sarà 1958.  Paratimea pierantonii ingår i släktet Paratimea och familjen Hemiasterellidae. Inga underarter finns listade i Catalogue of Life.